# 途易航空
途易航空（英語：TUI Airline）是一家以欧洲为基础的航空管理公司，拥有144架飞机，是欧洲第五大航空集团。其母公司途易旅游是欧洲最大的旅游企业。

## 历史
途易航空最初以途易飞作为品牌使用，在途易旅游2005年整合其旗下所有航空公司后，现在这些航空公司都统称为途易航空。
途易航空并非一个传统意义上的航空联盟，因为它的成员航空公司都分别独立运作。确切的说，途易航空主要负责协调相互间的飞行计划，以及在公众面前保持统一的形象。

## 品牌成员
截至2016年12月，途易航空拥有以下品牌：
| 名称                            | 飞机数量 | 国家   | 经营范围 |
| ------------------------------- | -------- | ------ | -------- |
| 德国途易航空                    | 38架     | 德国   | 中欧     |
| 英国途易航空 （原名汤姆森航空） | 65架     | 英国   | 北欧     |
| 北欧途易航空                    | 5架      | 瑞典   | 北欧     |
| 比利時途易航空                  | 13架     | 比利时 | 西欧     |
| 科西嘉國際航空                  | 8架      | 法国   | 西欧     |
| 荷兰途易航空                    | 6架      | 荷兰   | 西欧     |

这些品牌成员均为途易旅游在中欧、北欧及西欧等地的子公司，他们所经营的定期航班及包机服务从9个欧洲国家的60座机场飞往全球超过150个目的地。
自2005年起，除了汤姆森航空及Jet4you外，所有的成员航空公司都在公司名称后缀统一加上「fly」字样。